# Isis

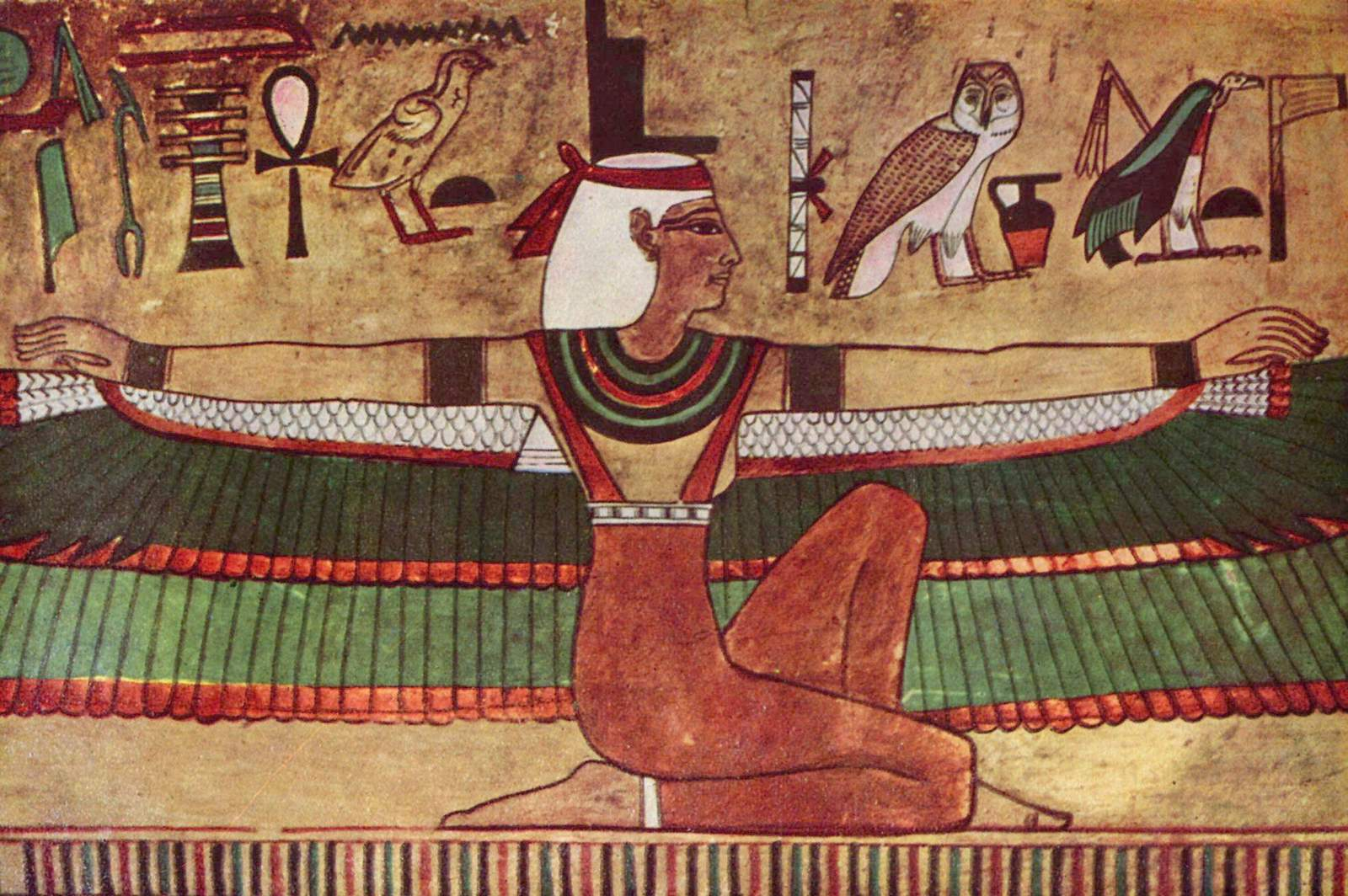
Zeița egipteană Isis
(pictură murală, cca. 1360 î.Hr.)

În mitologia și religia egipteană antică, Isis este zeița magiei, a vieții, a căsătoriei, simbolul armoniei matrimoniale și fidelității femeii față de soț. Soția și sora lui Osiris, fiica zeilor Geb și Nut și mama lui Horus, Isis este una din principalele divinități venerate de vechii egipteni. Ea aparține Eneadei de la Heliopolis, iar în epoca elenistică a devenit protectoarea marinarilor.
Numele ei s-ar putea traduce prin „Regina tronului”, ea fiind o personificare a tronului faraonului și a puterii regale. Cu toate acestea, hieroglifa ei însemna la început „muritoare” și e posibil ca zeița să fie o sinteză a mai multor regine egiptene deificate.
Originile zeiței Isis sunt necunoscute, deși se crede că ar proveni de la egiptenii din Delta Nilului. Spre deosebire de celelalte zeități egiptene, Isis nu are un cult centralizat într-o zonă anume. Prima mențiune a zeiței a apărut în timpul celei de-a Cincea Dinastie a Egiptului atunci când primele texte literare sunt găsite, dar cultul ei devine proeminent în istoria Egiptului Antic mai târziu, când Isis începe să absoarbă elemente de la alte zeițe din Orient. În cele din urmă, în perioada elenistă, cultul lui Isis s-a răspândit peste granițele Egiptului către Orientul Mijlociu și Europa. Se mai poate ca Isis să fi fost o fecioară numită Io, care a fost răpită de soția lui Zeus, Hera și trecând prin multe peripeții, aceasta a ajuns în Egipt, unde s-a căsătorit cu regele Osiris. 
După un mit circulând în Regatul Nou (1580-1100 î.Hr.) Isis a izbutit să afle numele secret a lui Ra, dobândind astfel puteri nemărginite asupra universului.

## Originea numelui
Cuvântul Isis provine din numele grecesc Ίσις, care de asemenea a derivat de la denumirea originară egipteană a zeiței prin adăugarea la final a consoanei -s pentru a respecta terminația gramaticală specifică a substantivelor grecești.
Numele egiptean menționat în izvoarele istorice este is.t și se poate traduce prin Tron sau Stăpâna tronului. Pronunția numelui este necunoscută deoarece sistemul de scriere al egiptenilor antici omite vocalele. Conform studiilor recente bazate pe limbile contemporane și dovezile lingvistice coptice, pronunția numelui lui Isis este *ʔŪsat (ooh-saht). Mai târziu, numele ei a supraviețuit în dialectul coptic ca Ēse sau Ēsi și la fel și în cuvintele compuse ce s-au păstrat în numele egiptene târzii cum ar fi Har-si-Ese (prin traducere "Horus, fiul lui Isis").
Pentru a cădea de acord, egiptologii au ales în mod arbitrar să pronunțe numele ee-set. Uneori, ei pronunță ee-sa, deoarece t-ul final din numele ei este o desinență specifică substantivelor feminine care a dispărut în ultimele etape ale limbii egiptene.

## Mitologie

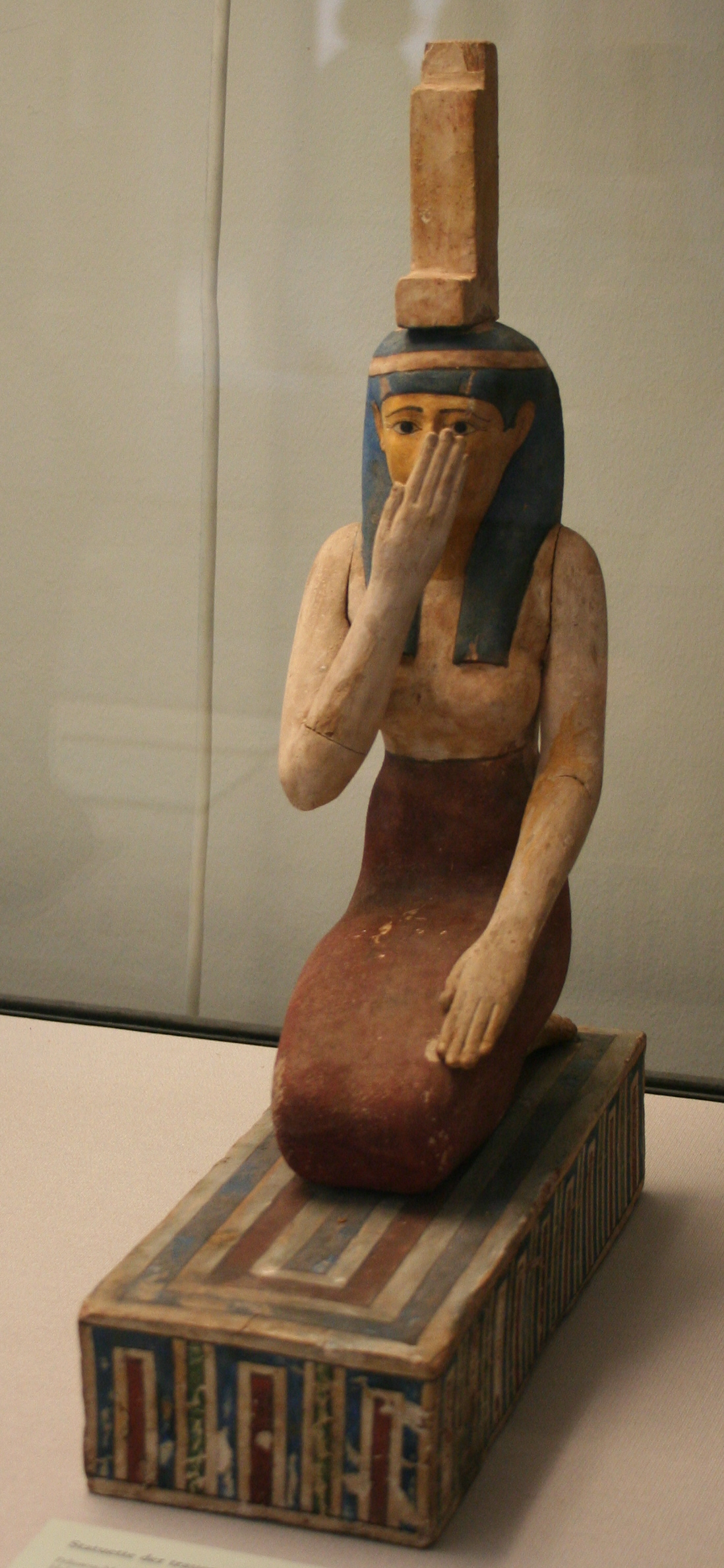
Isis în doliu, sculptură din Dinastia Ptolemeică

### Isis la începuturi

#### Zeița tronului
În ipostaza inițială de regină deificată, cel mai important rol a lui Isis a fost la început protecția faraonului decedat. De aceea a ajuns să fie asociată cu ceremonialul funerar, numele ei fiind scris de peste 80 de ori în textele piramidelor. De asemenea se spune că ar fi mama sau protectoarea celor patru zei (Hapi, Amseti, Quebesenuf, Duamontef) care stăpâneau vasele canopice necesare proceselor de mumificare. Asocierea cu soția faraonului a adus cu sine ideea că Isis era considerată soția lui Horus, protectorul și mai târziu deificarea faraonului însuși. Prin urmare, zeița Hathor a devenit o perioadă atât mama lui Horus cât și a lui Isis. În timpul Regatului Mijlociu, rolul zeiței crește aceasta devenind și protectoare a nobililor și chiar a oamenilor de rând.
În timpul Noului Regat, Isis devine tot mai proeminentă și devine mama (protectoarea) faraonului. Se spune că l-a alăptat pe faraon când acesta era prunc și este de multe ori înfățișată astfel. Rolul numelui și coroanei în formă de tron pe care o poartă sunt însă necunoscute. Unii egiptologi cred că funcția originară a zeiței Isis era cea de mamă și tron pentru faraon, deși o viziune mai modernă stabilește că aceste două aspecte (mamă-tron) au venit mai târziu prin asociere. În multe triburi africane, tronul regelui este perceput ca fiind însăși mama regelui, ceea ce se potrivește cu fiecare din cele două teorii despre Isis.

#### Sora și soția lui Osiris
În altă zonă a Egiptului, când panteonul a fost definitivat, Isis a devenit una din zeitățile componente ale Eneadei de la Heliopolis, fiică a zeului pământului, Geb și a zeiței cerului, Nut, și soră cu zeii Osiris, Seth și Nephthys. Ca zeitate a morții, a fost asociată cu Osiris, zeul lumii subterane (Aaru) și a fost considerată soție a acestuia. Cele două surori, Isis și Nephthys erau deseori înfățișate pe sarcofage cu aripile întinse, ca protectoare împotriva răului.
O legendă târzie descrie apariția unui nou zeu al lumii morților, Anubis, atunci când cultul lui Osiris a câștigat mai multă autoritate. Vrând să îl atragă pe Seth, Nephthys se deghizează astfel încât să fie la fel de frumoasă ca Isis, dar nu reușește. În cele din urmă însă, Osiris se îndrăgostește de înfățișarea ei și crede că este chiar soția lui, Isis. În urma relației dintre Nephthys și Osiris rezultă un copil, Anubis. Temându-se de furia lui Seth, Nephthys o convinge pe Isis să îl adopte pe micul Anubis.

### Asimilarea zeiței Hathor

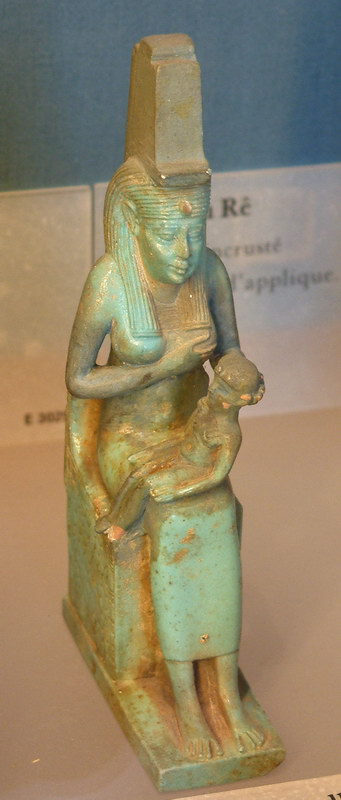
O statuie a zeiței Isis cu Horus (Luvru, Paris)

Credințele legate de Ra, zeul soarelui, au dus la o asociere a acestuia cu Horus, rezultând divintatea Ra-Herakty și de aceea Isis a fost văzută uneori ca soția a zeului Ra și mama zeului Horus. Dar fiindcă zeița Hathor era soția lui Ra, Isis a fost identificată cu aceasta, cele două devenind o singură zeiță, Isis-Hathor. Uneori, în cadrul Eneadei de la Heliopolis, Isis devine fiică a lui Atum-Ra, deci și a lui Hathor, idee care nu a rezistat prea mult în mitologia egipteană deoarece Isis și Hathor aveau destule în comun pentru a fi considerate una și aceeași zeiță.
Contopirea cu Hathor s-a dovedit a fi unul din cele mai importante evenimente din istoria mitologiei egiptene. Prin acest proces, Isis nu a mai rămas soția lui Horus ci a devenit mama acestuia, iar când Ra s-a contopit cu Atum devenind Atum-Ra, a fost luat în calcul faptul că soțul lui Isis era Osiris. Cu toate acestea, mai rămăsese de explicat cum Osiris, care fiind zeul morților, nu putea să fie viu, ar fi putut să fie tatăl lui Horus. Astfel a apărut ideea că Osiris trebuia să învie, idee care a dus la apariția legendei lui Isis și Osiris, povestite de Plutarh în De Iside et Osiride .
Un alt set de mituri detaliază aventurile zeiței după nașterea lui Horus. Isis încearcă să-și protejeze fiul de mânia zeului Seth, ucigașul lui Osiris. Ea îl salvează pe Horus din multe primejdii și îl vindecă chiar de înțepătura letală a unui scorpion. În cele din urmă, Horus ajunge la vârsta maturității și învingându-l pe Seth, preia tronul Egiptului.
Un alt mit legat de Isis este cel al cunoașterii numelui secret a lui Ra, cu ajutorul căruia zeița putea fi inițiată în lumea magiei și îl putea învia pe Osiris. Pentru a afla numele secret al zeului soarelui, Isis a adunat puțină salivă de la acesta, l-a amestecat cu argilă și a modelat un șarpe. Apoi a trimis acest șarpe ca să îl muște pe Ra. Otrăvit de șarpe zeul cere ajutorul celorlalți zei, iar Isis se oferă să îl tămăduiască cu condiția să i se spună numele secret pe care nimeni altcieneva nu îl știa. Acest aspect este adesea folosit de vechii egipteni în formulele magice, în care Isis este rugată să folosească numele lui Ra. Treptat, Isis devine cea mai importantă și cea mai puternică divinitate a magiei din întreg panteonul egiptean.
În consecință, din cauza naturii magice profunde a zeiței, caracterul predominant al lui Isis este aceea de zeiță a forțelor magiei. O nouă zeiță, Selkis, protectoarea mariajului, a vaselor canoptice și a ritualurilor, devine un nou aspect al lui Isis. Zeița joacă un rol central în rituri și formule magice, mai ales în cele care invocă protecția și vindecarea divină. În multe formule ea chiar se contopește cu Horus, iar o invocație a zeiței presupune și o implicare a puterilor lui Horus.

### Asimilarea zeiței Mut
După ce autoritatea Thebei a crescut, Amon a devenit un zeu mult mai important, dar apoi a decăzut și a fost asimilat de Ra. În consecință, Mut, soția lui Amon, care pâna atunci absorbise alte zeițe a fosta cum asimilată de soția lui Ra, Isis-Hathor, devenind Mut-Isis-Nekhbet. Cu toate acestea, infertilitatea și virginitatea zeiței Mut au fost luate în considerație și astfel a apărut mitul că Isis a rămas însărcinată datorită magiei când s-a transformat într-un uliu și a zburat peste trupul neînsuflețit a lui Osiris.
Fiindcă Mut a devenit o parte din Isis, era firesc ca Amon să devină un aspect al lui Osiris, soțul lui Isis. Acest lucru nu era ușor de realizat, deoarece Amon-Min era un zeu al fertilității, iar Osiris personifica moartea. De aceea, cei doi zei au fost priviți separat.

### Isis în afara Egiptului
| Imagine indisponibilă                                 |  | Imagine indisponibilă                               |
| Isis-Persefona, sculptură cu sistru, secolul II d.Hr. |  | Isis-Afrodita, decorație policromă, secolul I d.Hr. |

În perioada egipteană târzie, Isis devine o divinitate dominantă în Egipt. Cultul său asimilează și câteva elemente din mitologia greacă și mesopotamică, iar zeița este identificată cu Afrodita, Persefona și Astarte, divinități ale iubirii și ale morții. Ea ajunge să fie venerată din Nubia până orașele maritime din Marea Mediterană.
Cultul zeiței Isis a devenit din ce în ce mai proeminent în lumea elenistică, începând din ultimele secolal III-lea î.Hr., până când a fost interzis de creștini în secolul al VI-lea d.Hr. În ciuda popularității în creștere a misterelor lui Isis, există dovezi care sugerează că acest cult nu era prea bine primit de clasele dominante de la Roma. Riturile sale erau considerate de împăratul Augustus "pornografice" și capabile să distrugă moralitatea romanilor.
Tacitus scrie că după asasinarea lui Iulius Cezar, a fost decis să se construiască un templu în onoarea zeiței Isis. Augustus a suspendat acest plan și a încercat să-i readucă pe romani la divinitățile lor, care se aflau în deplină asociere cu instituțiile statului. În cele din urmă, împăratul roman Caligula a abandonat prudența lui Augustus referitoare la divinitățile orientale. În timpul domniei lui Caligula festivalul în cinstea zeiței Isis a fost stabilit la Roma. Conform lui Flavius Josephus, Caligula însuși s-a inițiat în misterele lui Isis și a participat la festivalele pe care le înființase.
Cultul zeiței a fost interzis în secolul al IV-lea, d.Hr., asemenea tuturor celorlalte culte păgâne. Cu toate acestea, la acel moment Isis devenise deja una dintre zeițele mai populare din panteonul păgân greco-roman. Aristocrații politeiști, în special cei din Roma, vor emite monede de bronz în numele zeiței, ea și Osiris fiind vizibili pe avers. Administrația romană va lăsa, pentru o vreme, această practică nepedepsită.

### Iconografie

#### Simboluri

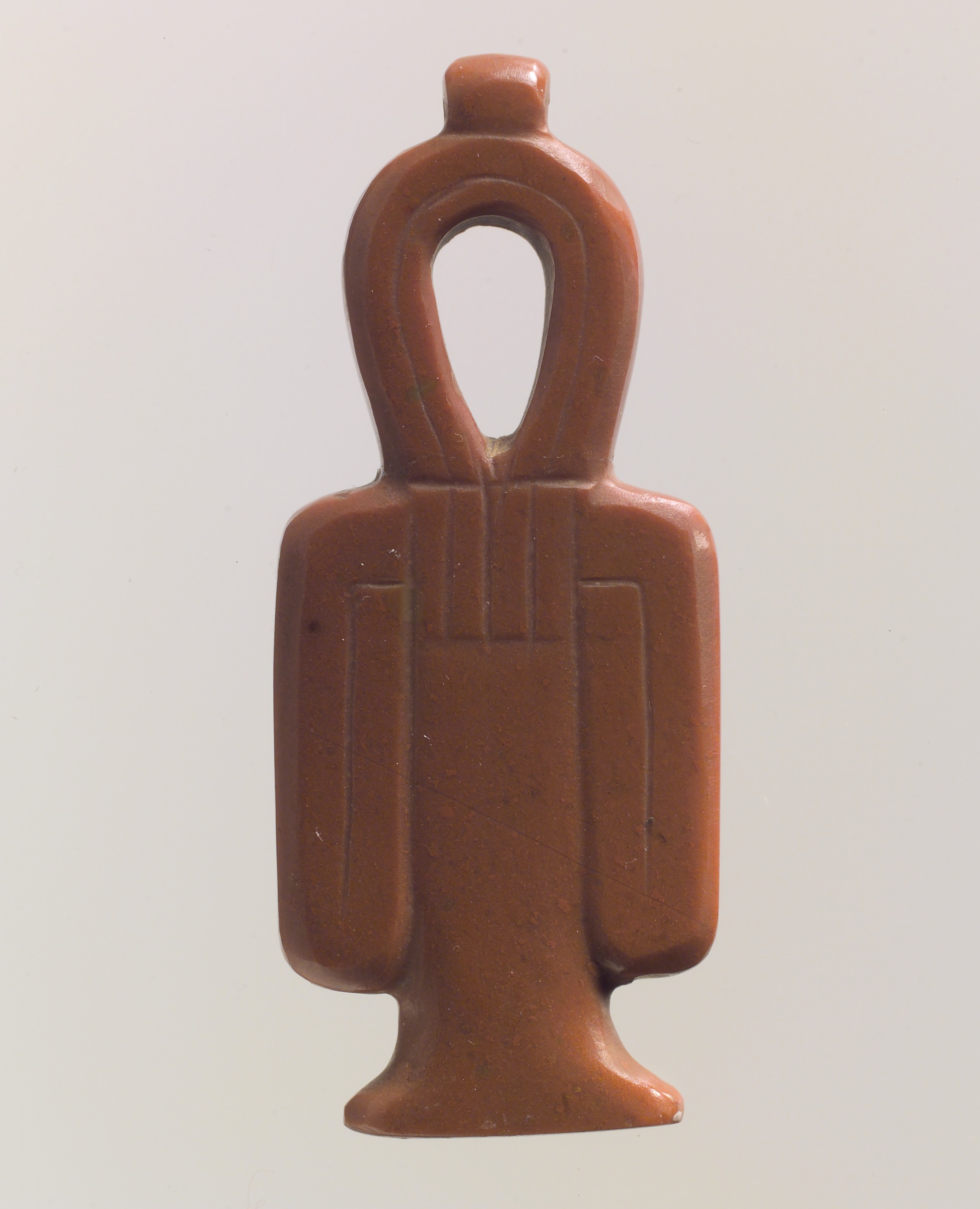
Amuletă tyet

Datorită asocierii frecvente făcute între noduri și puterea magică, unul din simbolurile zeiței Isis a fost tiet/tyet (însemnând bunăstare/viață), cunoscut mai mult sub numele de Nodul lui Isis. Tyet se aseamănă destul de bine cu un ankh, diferența fiind că brațele acestuia se îndoaie în jos sugerând probabil ideea de viață eternă, de regenerare și de înviere. Nodul lui Isis era adeseori folosit ca o amuletă din lemn roșu, piatră sau sticlă în ritualuirile funerare. 
Steaua Spica și constelația Fecioarei apăreau la o dată din an asociată cu recolta de cereale și cu zeii și zeițele fertilității. De aceea ele au devenit simboluri ale zeiței Hathor și mai apoi ale lui Isis. Zeița Isis a asimilat-o de asemenea pe Sopdet, divinitatea stelei Sirius, după ce Sopdet a fost considerată o zeiță a fertilității și identificată cu Hathor.

#### Atribute
În Cartea Morților, Isis este "cea care dă naștere cerului și pământului, cea care îi cunoaște pe orfani și pe văduve, cea care caută dreptate pentru cel sărac și adăpost pentru cel slab". Alte titluri ale lui Isis sunt "Regina Cerurilor", "Mama zeilor", "Cea care reprezintă totul", "Zeița lanurilor verzi", "Cea strălucitoare pe cer", "Steaua Mărilor", "Marea doamnă a magiei", "Zeița magiei, fertilității, naturii, maternității și a lumii subterane", "Dătătoarea celestă a luminii", "Stăpâna cuvintelor dătătoare de putere", etc.

#### Înfățișare

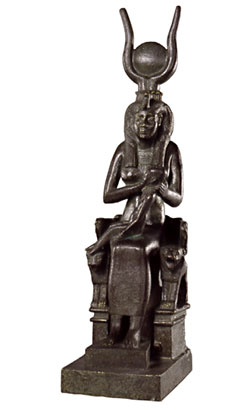
Isis cu coarne de vacă și disc solar, ținându-l în brațe pe Horus (Perioada târzie a Egiptului Antic)

În artă, Isis este înfățișată ca o femeie îmbrăcată cu o rochie lungă și încoronată cu semnul hieroglific pentru tron. Uneori ea ține un lotus. Isis apare câteodată și cu niște aripi desfăcute deasupra și în jurul lui Osiris, ca și cum ar vrea să îi încălzească și să îi protejeze trupul. Din acest punct de vedere, Isis se aseamnănă foarte bine cu zeița Maàt, diferența fiind că Maàt poartă pe cap o pană de struț, iar Isis simbolul tronului regal. După asimilarea lui Hathor, podoaba capului se schimbă coroana fiind înlocuită cu două coarne de vacă între care se află discul solar. Isis este astfel uneori simbolizată de o vacă sau de capul unei vaci. De multe ori, Isis apare împreună cu fiul ei, Horus sau, sub formă de uliu, deasupra corpului lui Osiris. Fiind și o zeiță a cerului, Isis este reprezentată stând pe o jumătate din lună, simbol al luminii nocturne.
Isis ține în mână simbolul vieții, ankh, dar poate avea și unul din obiectele specifice zeiței Hathor, cum ar fi sistrul sacru (un fel de instrument muzical) și colierul menat aducător de belșug și fertilitate.

## Genealogia lui Isis
|      |      |      |      |       |       |       |       |        |        |        |        |        |        |  |  | Ra zeul suprem |          |          |          |          |          |  |  |      |      |      |      |      |      |  |  |
|      |      |      |      |       |       |       |       |        |        |        |        |        |        |  |  |                |          |          |          |          |          |  |  |      |      |      |      |      |      |  |  |
|      |      |      |      |       |       |       |       |        |        |        |        |        |        |  |  |                |          |          |          |          |          |  |  |      |      |      |      |      |      |  |  |
|      |      |      |      |       |       |       |       | Tefnut | Tefnut | Tefnut | Tefnut | Tefnut | Tefnut |  |  |                |          |          |          |          |          |  |  | Shu  | Shu  | Shu  | Shu  | Shu  | Shu  |  |  |
|      |      |      |      |       |       |       |       | Tefnut | Tefnut | Tefnut | Tefnut | Tefnut | Tefnut |  |  |                |          |          |          |          |          |  |  | Shu  | Shu  | Shu  | Shu  | Shu  | Shu  |  |  |
|      |      |      |      |       |       |       |       |        |        |        |        |        |        |  |  |                |          |          |          |          |          |  |  |      |      |      |      |      |      |  |  |
|      |      |      |      |       |       |       |       |        |        |        |        |        |        |  |  |                |          |          |          |          |          |  |  |      |      |      |      |      |      |  |  |
|      |      |      |      |       |       |       |       | Geb    | Geb    | Geb    | Geb    | Geb    | Geb    |  |  |                |          |          |          |          |          |  |  | Nut  | Nut  | Nut  | Nut  | Nut  | Nut  |  |  |
|      |      |      |      |       |       |       |       | Geb    | Geb    | Geb    | Geb    | Geb    | Geb    |  |  |                |          |          |          |          |          |  |  | Nut  | Nut  | Nut  | Nut  | Nut  | Nut  |  |  |
|      |      |      |      |       |       |       |       |        |        |        |        |        |        |  |  |                |          |          |          |          |          |  |  |      |      |      |      |      |      |  |  |
|      |      |      |      |       |       |       |       |        |        |        |        |        |        |  |  |                |          |          |          |          |          |  |  |      |      |      |      |      |      |  |  |
| Isis | Isis | Isis | Isis | Isis  | Isis  |       |       | Osiris | Osiris | Osiris | Osiris | Osiris | Osiris |  |  | Nephthys       | Nephthys | Nephthys | Nephthys | Nephthys | Nephthys |  |  | Seth | Seth | Seth | Seth | Seth | Seth |  |  |
| Isis | Isis | Isis | Isis | Isis  | Isis  |       |       | Osiris | Osiris | Osiris | Osiris | Osiris | Osiris |  |  | Nephthys       | Nephthys | Nephthys | Nephthys | Nephthys | Nephthys |  |  | Seth | Seth | Seth | Seth | Seth | Seth |  |  |
|      |      |      |      |       |       |       |       |        |        |        |        |        |        |  |  |                |          |          |          |          |          |  |  |      |      |      |      |      |      |  |  |
|      |      |      |      | Horus | Horus | Horus | Horus | Horus  | Horus  |        |        |        |        |  |  | Hathor         | Hathor   | Hathor   | Hathor   | Hathor   | Hathor   |  |  |      |      |      |      |      |      |  |  |
|      |      |      |      | Horus | Horus | Horus | Horus | Horus  | Horus  |        |        |        |        |  |  | Hathor         | Hathor   | Hathor   | Hathor   | Hathor   | Hathor   |  |  |      |      |      |      |      |      |  |  |